# Linares (Allande)
Linares, o Llinares en asturià, és una parròquia del conceyu asturià d'Allande. Té una població de 71 habitants (INE Arxivat 2016-03-03 a Wayback Machine., 2011) per una superfície de 3,84 km².
El codi postal és 33890.

## Entitats de població
- Linares: es troba a 520 msnm i a uns 7 quilòmetres de la Pola de Allande, la capital del conceyo. En la seua església parroquial, de nau simple, hi ha talles antigues com la del Calvari (segle xiv que mostra la Mare de Déu i Sant Joan, o un Crist del segle xviii.
- Arganzúa
- Puente de Linares (La Ponte Ḷḷinares)